# Útěchovice pod Stražištěm
Útěchovice pod Stražištěm (en allemand : Groß Autiechowitz) est une commune du district de Pelhřimov, dans la région de Vysočina, en République tchèque. Sa population s'élevait à 115 habitants en 2024.

## Géographie
Útěchovice pod Stražištěm se trouve à 8 km au nord-nord-est de Pacov, à 18,5 km au nord-ouest de Pelhřimov, à 43,5 km à l'ouest-nord-ouest de Jihlava à 75 km au sud-est de Prague.
La commune est limitée par Vyklantice au nord, par Buřenice à l'est, par Lesná au sud-est, par Velká Chyška au sud et par Bratřice à l'ouest.

## Histoire
La première mention écrite de la localité date de 1410.

## Transports
Par la route, Útěchovice pod Stražištěm se trouve à 9,5 km de Pacov, à 25,5 km de Pelhřimov, à 57 km de Jihlava à 96 km de Prague.